# О, колко хубаво е в Панама
О, колко хубаво е в Панама е детска книжка на известния немски писател и илюстратор Янош. Издадена е на 15.03.1978 и е отличена с Литературна Награда на Немската младеж.

## Филм
През 2006 година по книгата е направен анимационен филм, но с доста разлики от оригиналния сюжет. Във филма Тигърчо и Мечо попадат на необитаем остров, като смятат, че са открили Панама. След множество разочарования решават да се върнат у дома. Самият Янош критикува сценаристите за промените.